# Hillsborough (Carolina do Norte)
Hillsborough é uma cidade  localizada no estado norte-americano de Carolina do Norte, no Condado de Orange.

## Demografia
Segundo o censo norte-americano de 2000, a sua população era de 5446 habitantes.
Em 2006, foi estimada uma população de 5403, um decréscimo de 43 (-0.8%).

## Geografia
De acordo com o United States Census Bureau tem uma área de
11,9 km², dos quais 11,9 km² cobertos por terra e 0,0 km² cobertos por água. Hillsborough localiza-se a aproximadamente 172 m acima do nível do mar.

## Localidades na vizinhança
O diagrama seguinte representa as localidades num raio de 20 km ao redor de Hillsborough.